# Šeikat Alavi
Šeikat Alavi (arapski: مشيخة العلوي) je bio šeikat (vazalna feudalna država) Britanskog Carstva koji je postojao od 1886. do 1967. godine na jugu Arapskog poluotoka. Glavni grad ovog malog planinskog šeikata bio je Al Qasha.

## Povijest
Ovaj mali planinski šeikat utemeljio je šeik Sayel Bin Alawi Al Rabaa 1743. koji se tu naselio i osnovao grad Al Qasha, nakon što je morao pobjeći iz Najrana (danas Saudijska Arabija) zbog obiteljske svađe između svoje obitelji, vladarske obitelji Hepatullah iz Najrana te obitelji svoje žene koja je također bila iz vladarske obitelji Hameduldeen iz Sjevernog Jemena.
Britansko Carstvo je zbog osiguranja luke Aden, željelo osigurati sigurnost i mir u pozadini te svoje krunske kolonije. Zbog toga je od kraja 19. stoljeća počelo sklapati Ugovore o zaštiti s lokalnim plemenskim čelnicima. 
Šeik Alavija sklopio je među prvima neslužbeni Ugovor s Britancima 1886. godine. Tako je Šeikat Alavi bio je jedna od prvih devet članica koje su osnovale Protektorat Aden. Potom se Šeikat Alavi 1960-ih pridružio novom britanskom protektoratu Federaciji Arapskih Emirata Juga, iz koje je 1963. godine nastala Južnoarapska Federacija. 
Posljednji šeik Alavia bio je Salih ibn Sayil Al Alawi, koji je svrgnut s vlasti, kad je vlast u tadašnjem Južnom Jemenu preuzeo Narodni oslobodilački front (NLF)  1967. NLF je ubrzo dokinuo sve britanske paradržave i osnovao Demokratsku Narodnu Republiku Jemen.

## Pogledajte i ovo
- Protektorat Aden
- Kolonija Aden
- Federacija Arapskih Emirata Juga

## Šeici Alavia
- Shaif I al-Alawi 1800. – 1839.
- Hilal ben Shaif al-Alawi 1839.- ?
- Shaif II. ben Shaif al-Alawi  ?-1875.
- Said ben Salih al-Alawi 1875. – 1892.
- Shaif III ben Said al-Alawi 1892. – 1898.
- Al-Husain ben Salih al-Alawi 1898.
- Alí ben Nasir al-Alawi 1898. – 1920.
- Abd al-Nabi ben Alí al-Alawi 1920. – 1925.
- Muhsin ben Ali al-Alawi 1925. – 1940.
- Salih ben Sayhil al-Alawi 1940. – 1967.